# Sint-Amanduskerk (Leeuwergem)
De Sint-Amanduskerk van Leeuwergem (Zottegem) is een neoclassicistische kerk die in 1834 grondig werd verbouwd. De kerk bevindt zich op het Sint-Eligiusplein. Het koor  in grote blokken zandsteen geeft vermoedelijk nog min of meer de romaanse plattegrond aan van de oorspronkelijke kerk, maar tijdens de 17e eeuw werd dit drastisch aangepast. Binnen dateert het orgel van Verhasselt uit 1850. De orgelkast is het werk van H. De Bodt. Het schilderij "De Marteldood van de Heilige Ursula" is een voorbeeld van de Vlaamse School uit de 16e eeuw. Het schilderij "De Heilige Barbara" werd door Jan Van Cleef gemaakt in de 17de eeuw en is afkomstig uit het Sint-Barbaraklooster te Gent. Verder hangen er schilderijen als Jezus overhandigt Petrus de sleutels van C. Jacobs uit 1682 en Marteldood van Sint-Ursula van de Vlaamse school uit de 16de eeuw. Sinds 1980 zijn het orgel uit 1850 van de Brusselse orgelbouwer Verhasselt en het koor van de kerk beschermd als monument. 
Volgens een volksverhaal lieten de Leeuwergemnaren in 1798 één klok in de kerktoren hangen, maar begroeven ze de beste klok in een zelfgegraven put aan een bron om te vermijden dat de Fransen ze zouden weghalen. Die kleine bron ligt nabij de kerk (op het langste deel van de helling waarop de kerk gebouwd is, nu aan Saffelstraat 2). Toen onder Napoleon in 1801 de kerken mochten heropen, wilden de boeren de verborgen klok uitgraven, maar ze vonden niets anders meer dan water. De Leeuwergemnaren doopten de bron dan ook ‘De Klokfontein’ .
In de kerk bevindt zich nog steeds een doos met gesmede nagels en een hamer, die gebruikt werd tijdens de paardenommegang Leeuwergem ter ere van Eligius, die werd aangeroepen tegen paardenziektes en de huidziekte "nagelgaten". Op 1 december reden de paarden drie keer rond kerk en kapel, waarna de koster de kop van de paarden aanraakte met een zilveren hamer. Wegens misbruiken werden de plechtigheden (processie) in 1872 afgeschaft en pas in 1914 terug ingevoerd. Achter de kerk van Leeuwergem stond van de 17de tot eind 19de eeuw een Eligiuskapel (met een houten Eligiusbeeld en een schilderij over de vondst van de Eligiusrelikwieën), die voor 1892 werd afgebroken omdat de ligging van de kapel het vlotte verkeer op de Gentse Steenweg hinderde.

## Buitenzijde

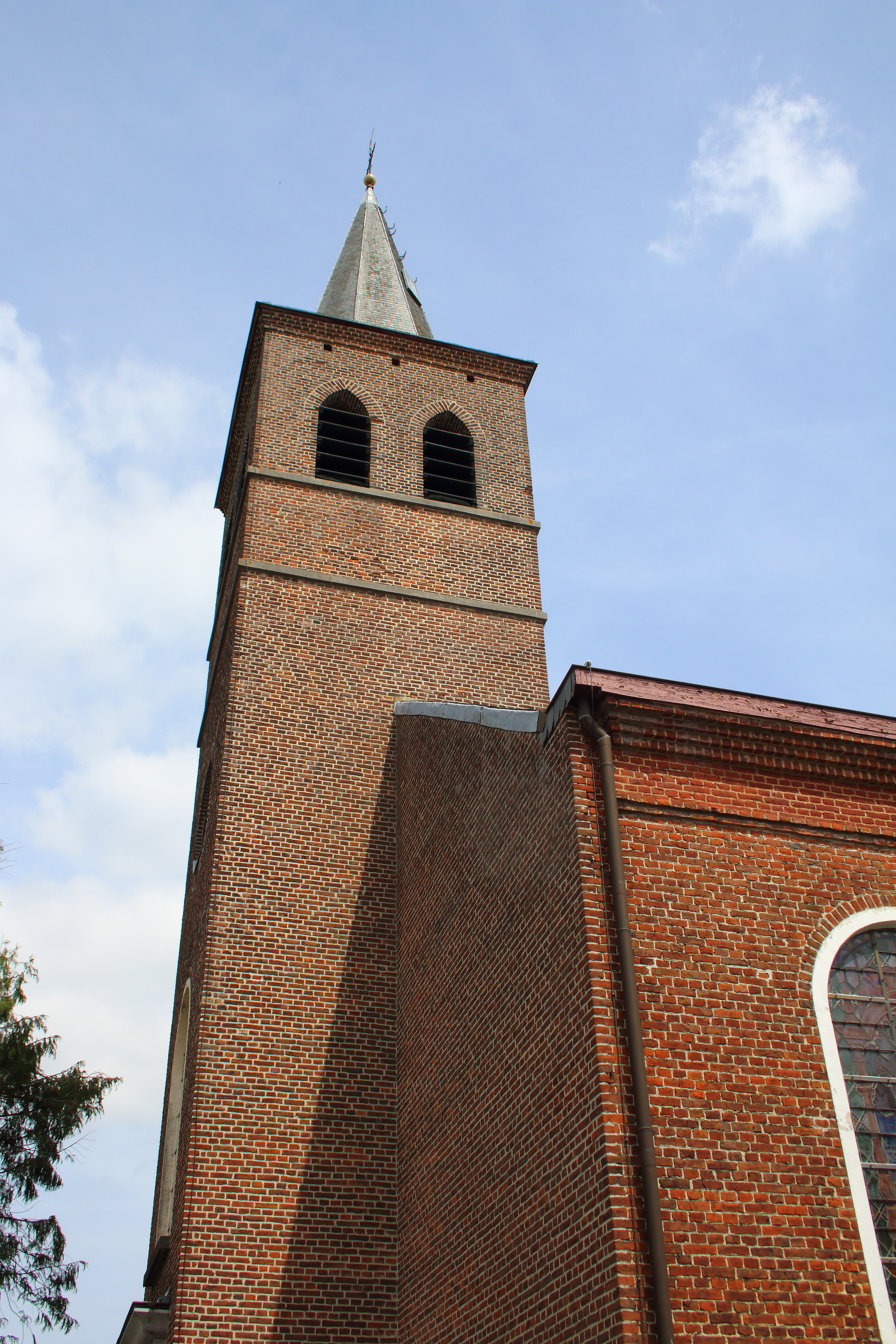
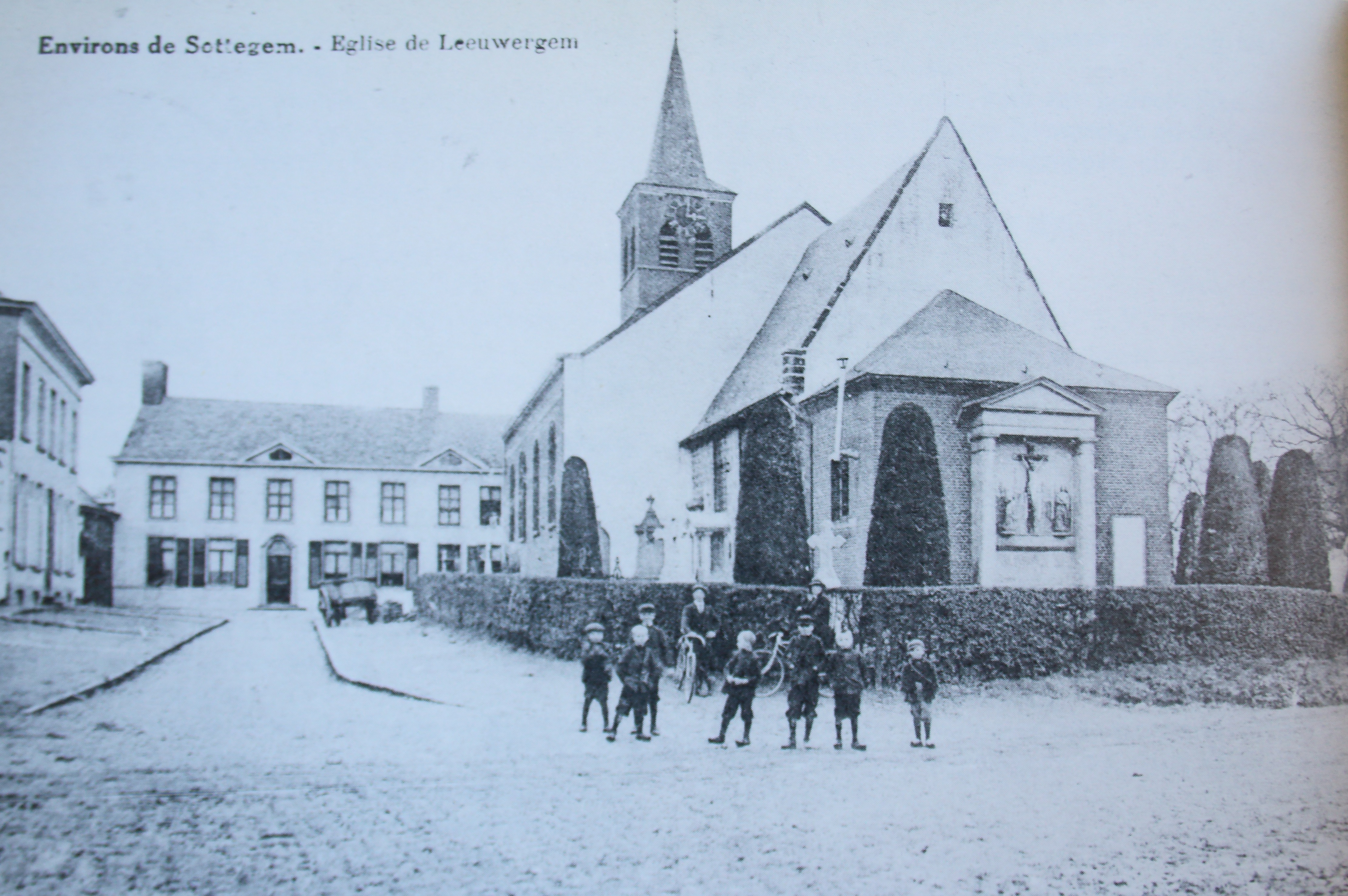
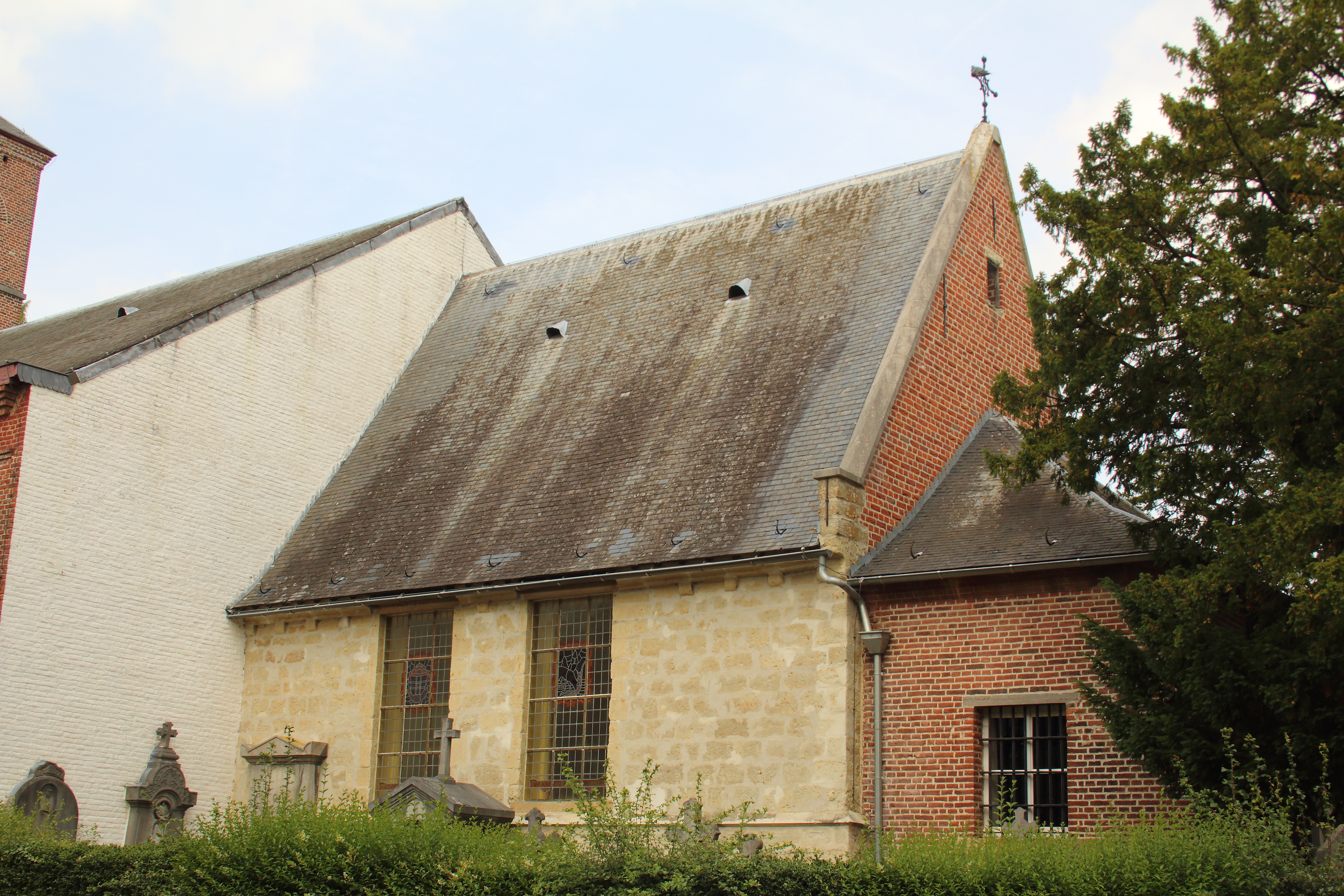
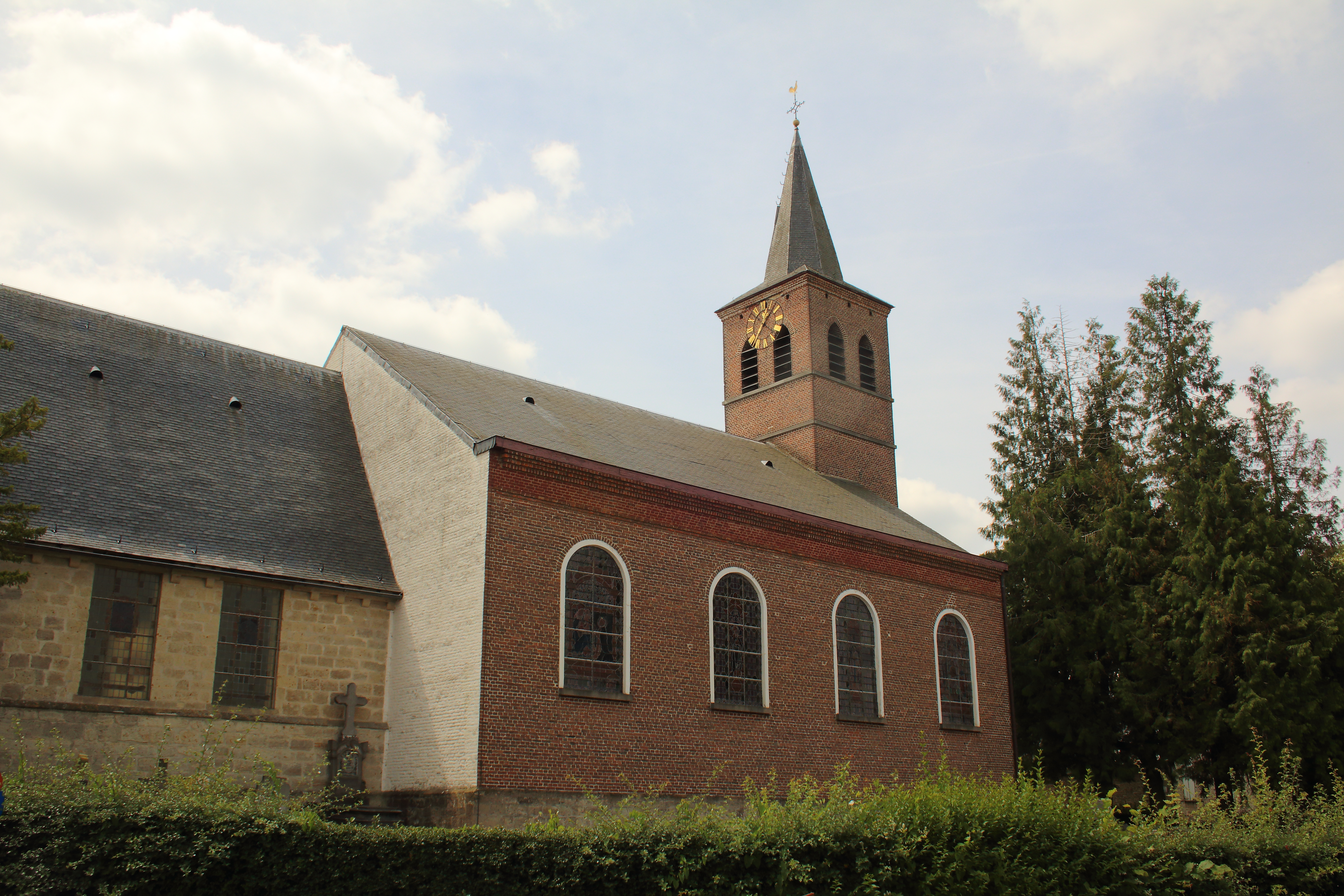
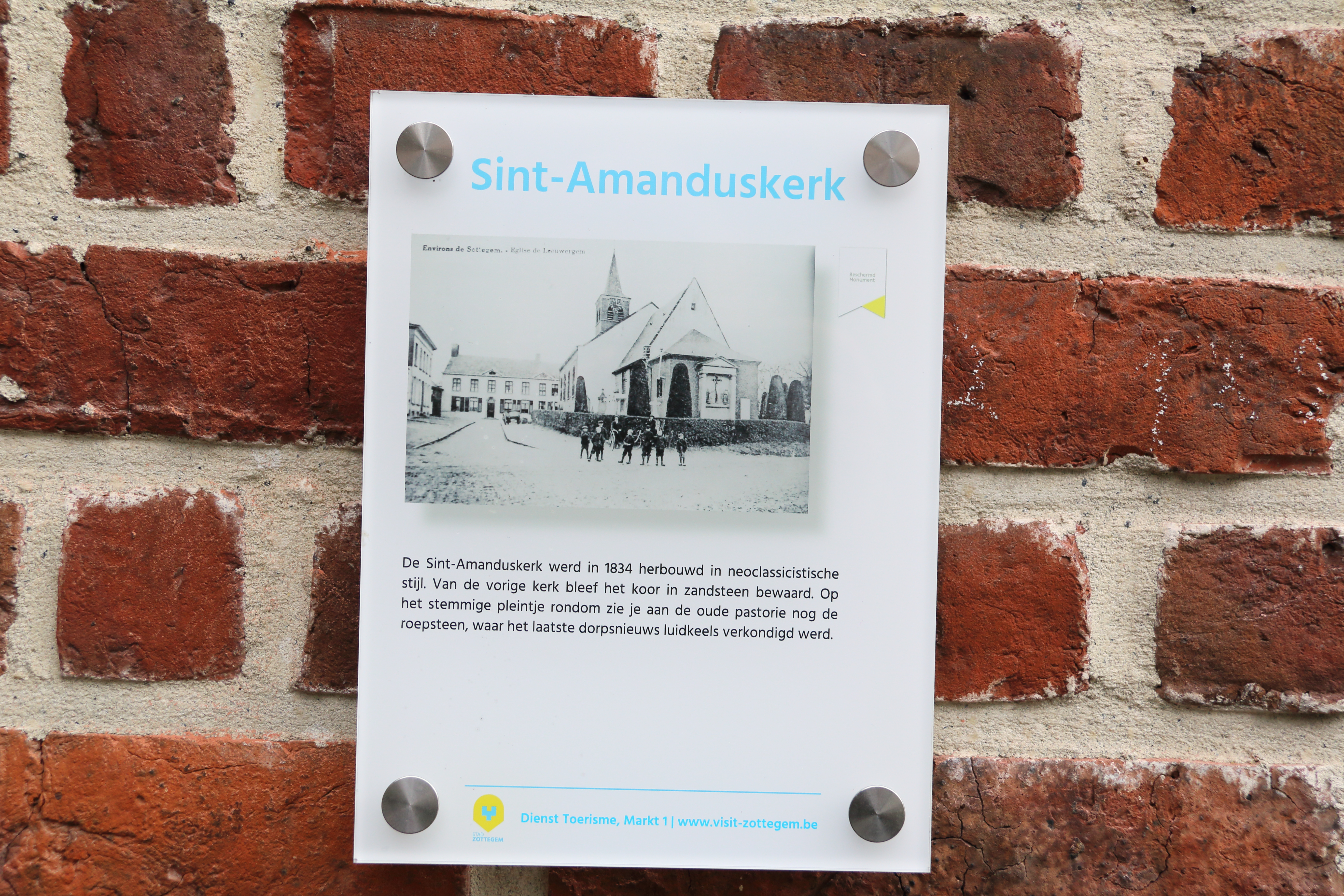
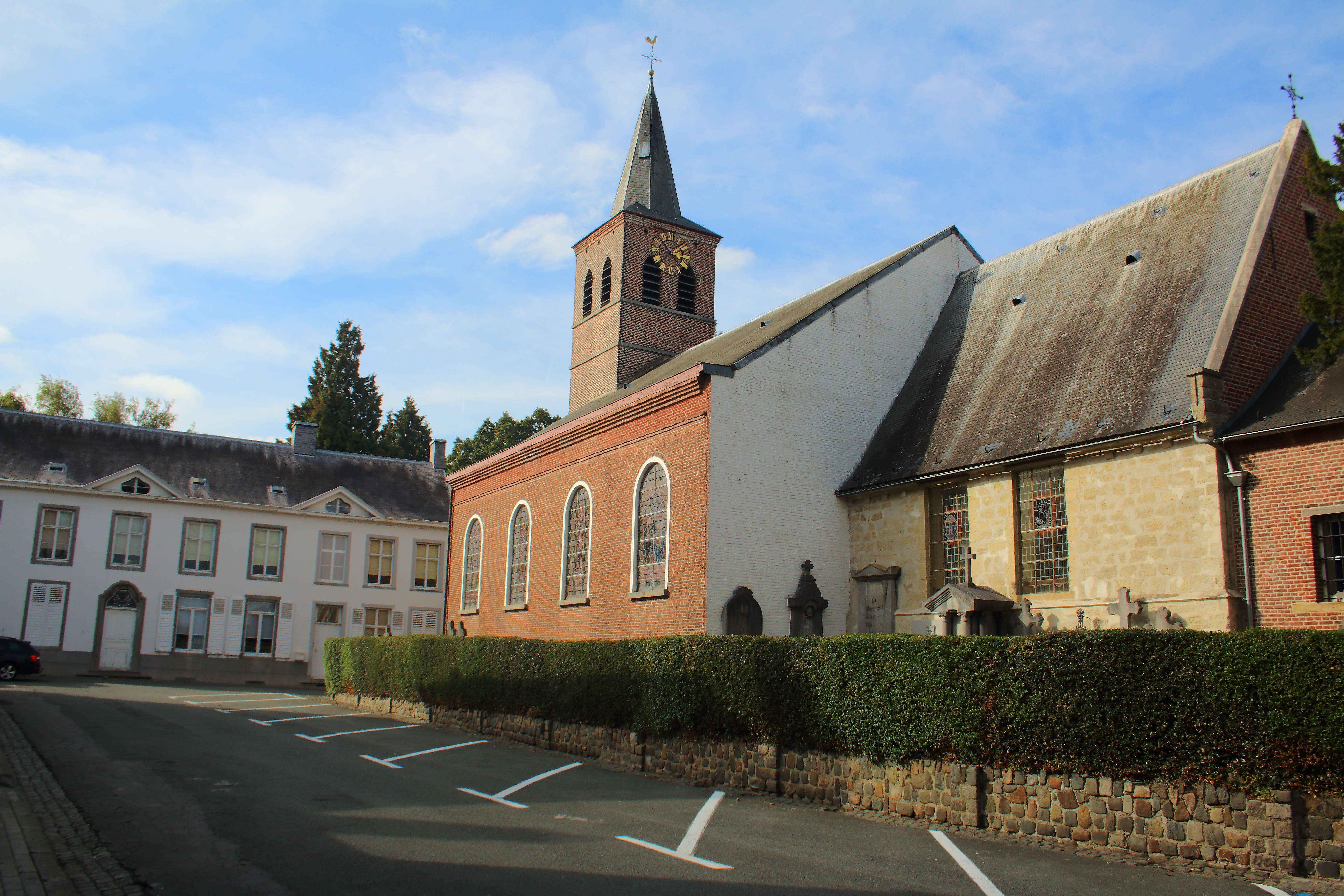

## Interieur

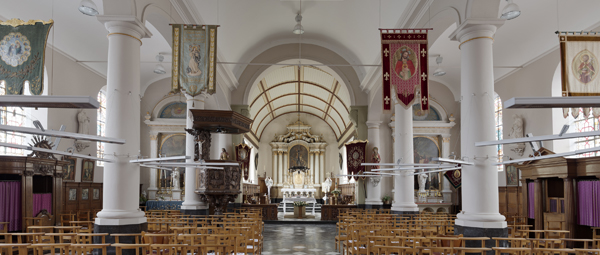
Overzicht
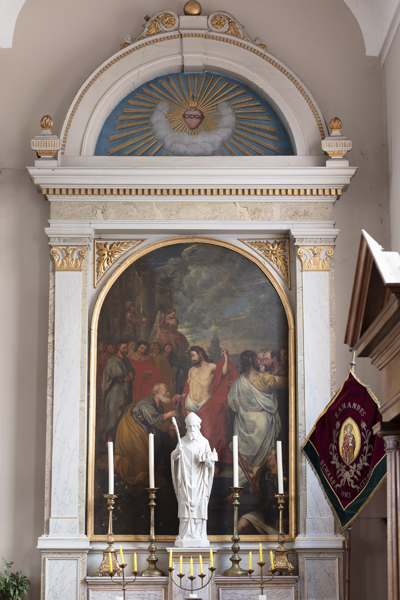
Jezus overhandigt Petrus de sleutels
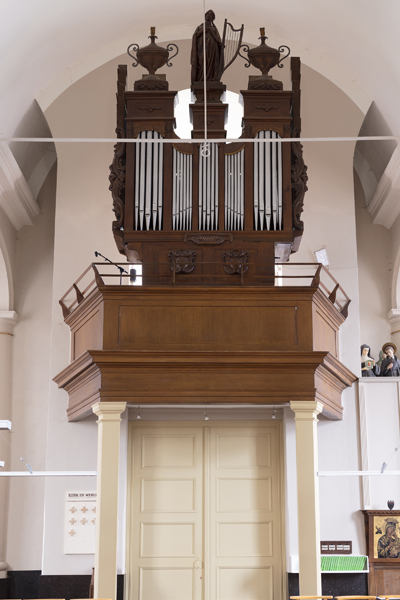
Orgel
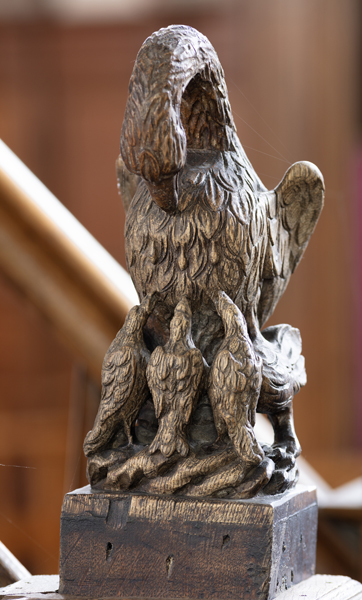
Preekstoel (detail)
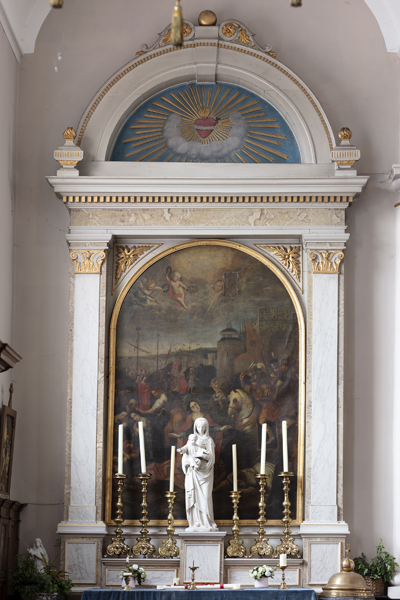
De marteldood van de Heilige Ursula
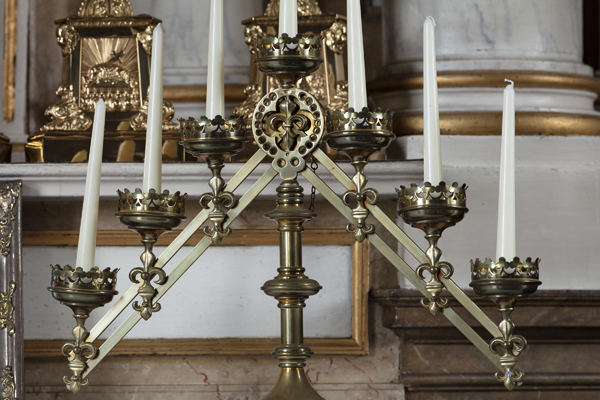
Kandelaar
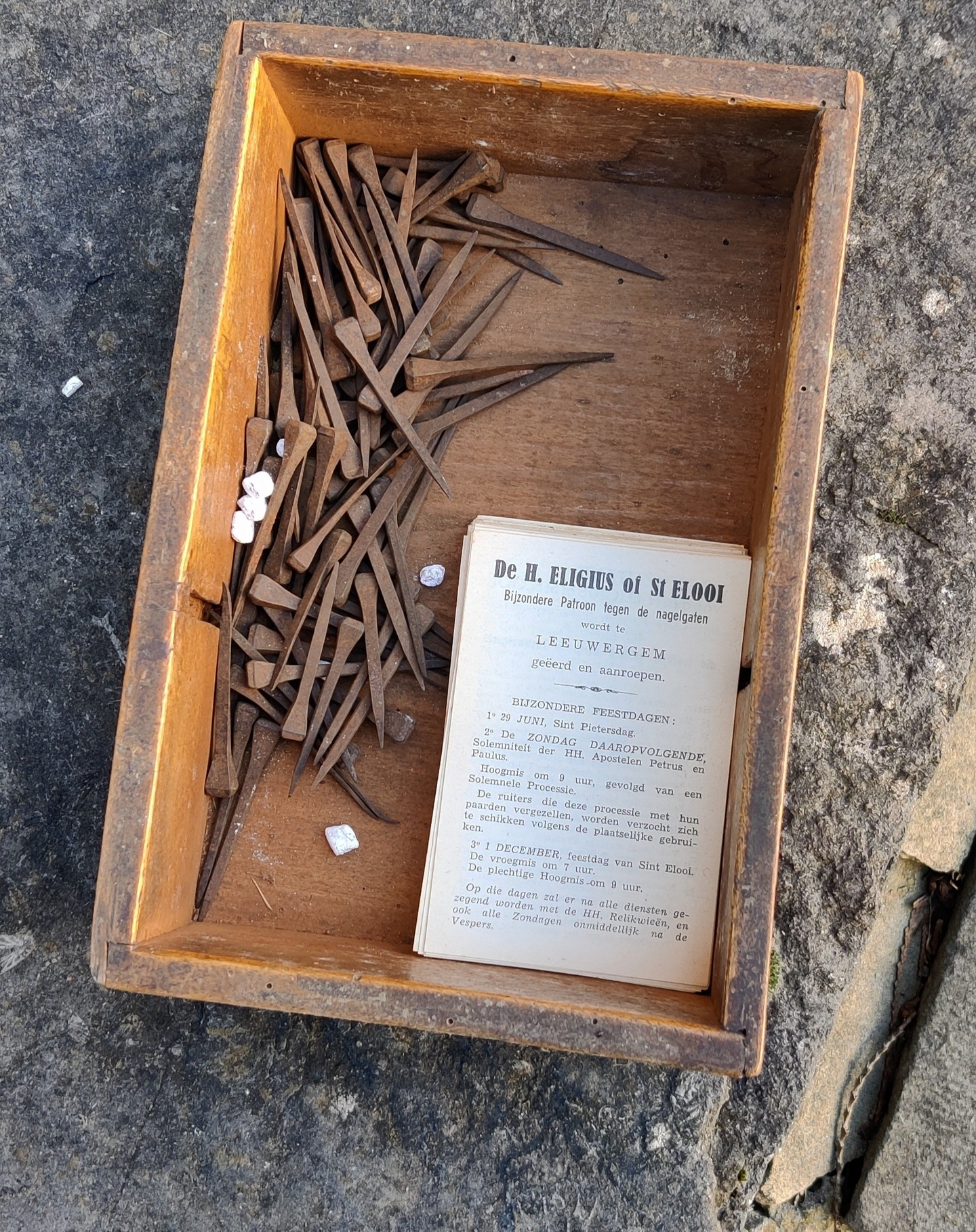
Nagels Sint-Elooi
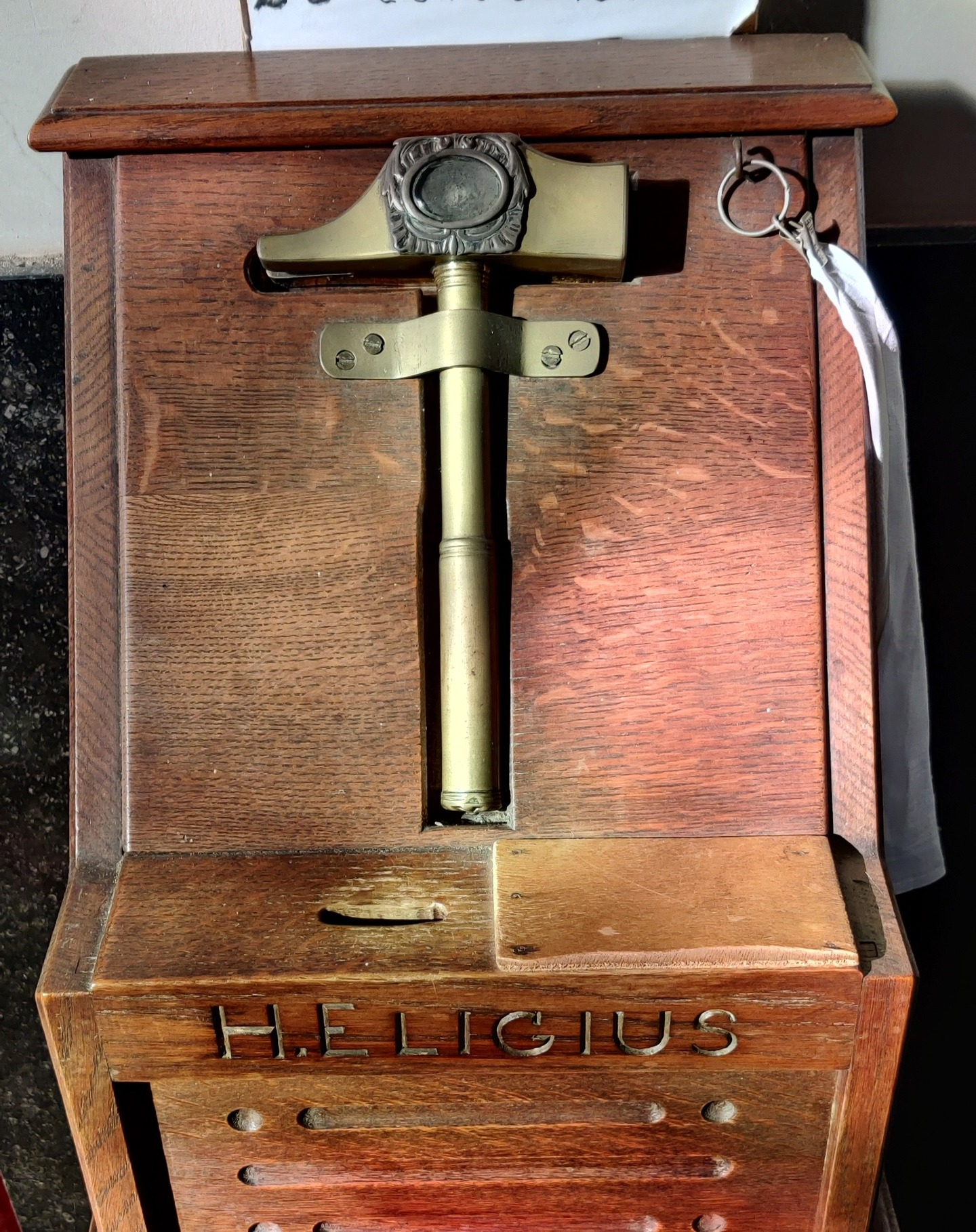
Hamer Sint-Elooi
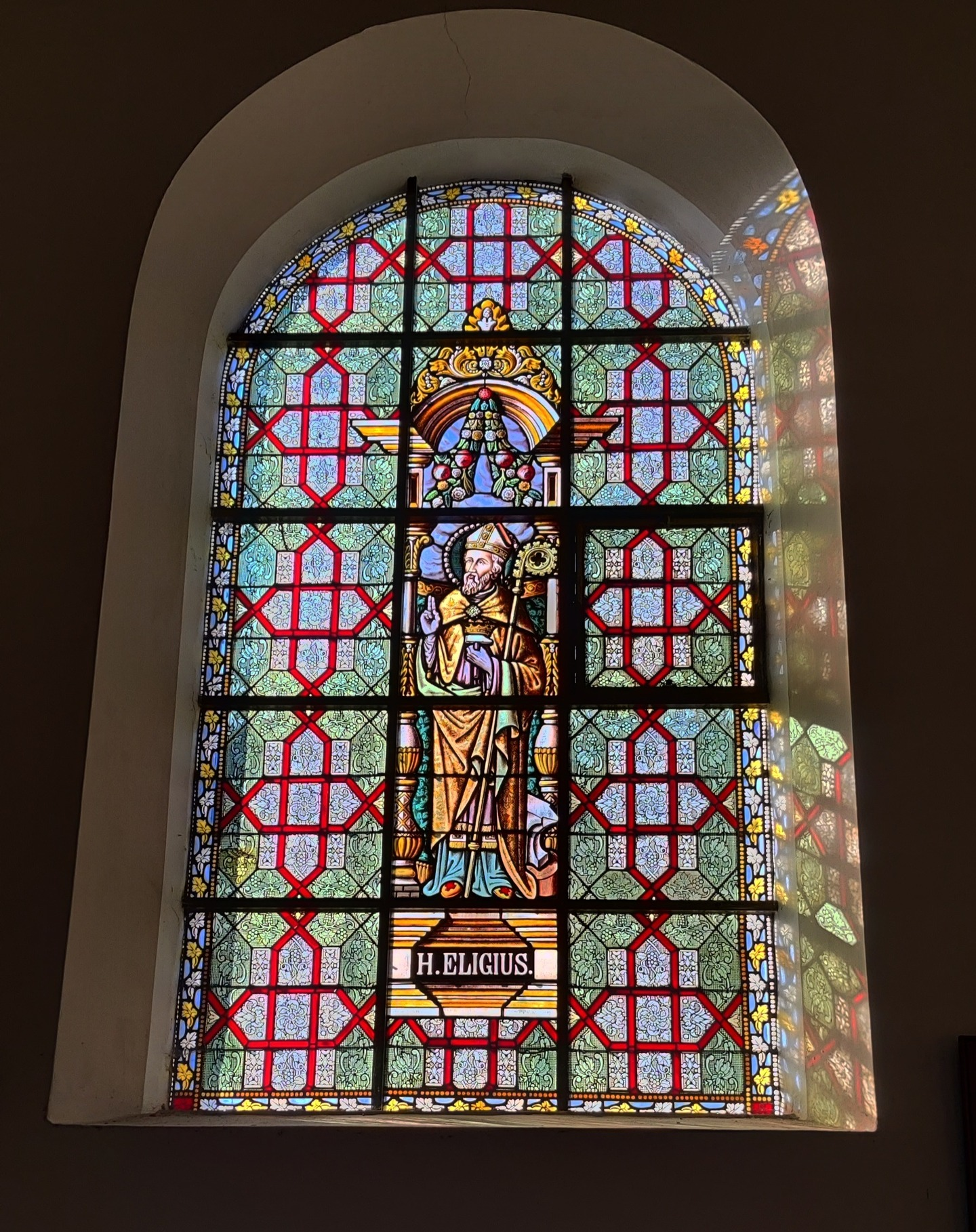
Glasraam Sint-Elooi